# Sophie Vavasseurová
Sophie Vavasseurová, nepřechýleně Sophie Vavasseur (* 22. dubna 1992 Dublin) je irská herečka. Objevila se ve filmech, divadle, komentářích, ale také v několika reklamách.
Známou se stala hlavně díky snímku Evelyn, kde si zahrála hlavní roli (ve filmu byla dcerou Pierce Brosnana) a filmu Resident Evil: Apokalypsa, kde ztvárnila dceru vědce, tvůrce obávaného T-viru, doktora Charlese Ashforda.
Můžeme ji nalézt v závěrečných titulkách filmů jako je Twang nebo Reign of Fire. V divadle se nejčastěji objevuje ve hrách „Come On Over“ od Conora McPhersona, nebo v „The Gate Theatre“

## Filmografie
| Rok  | Název                     | Role              | Poznámky |
| ---- | ------------------------- | ----------------- | -------- |
| 2002 | Evelyn                    | Evelyn Doyle      |          |
| 2004 | Resident Evil: Apokalypsa | Angela Ashford    |          |
| 2007 | The Old Curiosity Shop    | Nell Trent        | TV film  |
| 2007 | Northangerské opatství    | Anne Thorpe       | TV film  |
| 2007 | Vášeň a cit               | Jane Lefroy       |          |
| 2010 | La Posesión de Emma Evans | Emma              |          |
| 2014 | Poison Pen                | Jessica           |          |
| 2017 | Vikingové                 | Princezna Ellisif |          |